# Droga krajowa B99 (Niemcy)
Droga krajowa nr 99 (niem. Bundesstraße 99, B 99) – niemiecka droga krajowa przebiegająca  z południa na północ, wzdłuż granicy z Polską pomiędzy skrzyżowaniem z drogą B96 w Zittau a skrzyżowaniem z drogą B6 w Görlitz w Saksonii.